# Labialisering
Labialisering är en modifiering av ett språkljud som uppstår när läpparna rundas eller pressas samman vid artikulationen.
IPA-symbolen för labialisering är ett upphöjt w: [ʷ].